# Trachylepis punctatissima
Trachylepis punctatissima är en ödleart som beskrevs av  Smith 1849. Trachylepis punctatissima ingår i släktet Trachylepis och familjen skinkar. IUCN kategoriserar arten globalt som livskraftig. Inga underarter finns listade i Catalogue of Life.